# ドレスデン条約 (1699年)
ドレスデン条約（ドレスデンじょうやく、英語: Treaty of Dresden）は、大北方戦争直前の1699年9月14日に締結された条約。
条約により、デンマーク＝ノルウェー王フレデリク4世とポーランド王アウグスト2世の間で反スウェーデン同盟が成立した。